# 藤重佳久
藤重 佳久（ふじしげ よしひさ、1954年 - ）は、日本の吹奏楽指導者。
島根県浜田市音楽定住コーディネーター、石見音楽文化振興会吹奏楽研究推進室室長、島根県立大学客員教授、長崎県大村市音楽指導官。
精華女子高等学校、活水中学校・高等学校の吹奏楽指導者を歴任。全日本吹奏楽コンクールに21回出場し、金賞を10回受賞。全日本マーチングコンテストには19回出場し、金賞を18回受賞するなど、日本国内でトップレベルの吹奏楽指導者である。これらの実績から、特に九州地方において「吹奏楽のカリスマ」との異名をとる。

## 略歴
福岡県久留米市出身。中学生のときに吹奏楽を始める。福岡大学附属大濠高等学校に進み、1年生のとき全日本吹奏楽コンクールにホルンで出場。
その後、武蔵野音楽大学音楽学部器楽科に進学。在学中に東京シティ・フィルハーモニック管弦楽団の一員となり、ホルン奏者となった。1976年、武蔵野音楽大学を卒業。
1980年、精華女子高等学校に教諭として着任。自身の高校時代の指導者からの誘いを受けてのものだった。創部2年目の吹奏楽部顧問を務める。1988年、マーチングの方法論に触れる。この方法論はアメリカで高校生を対象に発展したもので、「わかりやすく楽しく、目標を共有する」内容に共鳴し、指導に取り入れていった。
1990年、顧問を務める精華女子高等学校吹奏楽部が、全日本吹奏楽コンクールに初出場。
2015年、精華女子高等学校を定年退職し、活水学院に着任。、活水女子大学音楽学部特任教授、活水学院吹奏楽団総監督を務める傍ら、活水中学校・高等学校の吹奏楽部の指導者に就任する。
指導者となって7ヶ月後、同校吹奏楽部が全日本吹奏楽コンクール全国大会に出場。2019年には、長崎県勢として初めてとなる、全日本吹奏楽コンクールと全日本マーチングコンテストのダブル出場を果たした。
2021年、活水学院を退職。石見音楽文化振興会からの招きに応じ、島根県浜田市に移住。同市の地域おこし協力隊隊員に着任する。島根県立浜田高等学校や浜田市内の中学校で吹奏楽の指導を始める。
2023年、活動拠点を京都府に移し、京都両洋高等学校吹奏楽部音楽監督(ミュージックマイスター)に就任。

## 人物
藤重が高校生のとき、全日本吹奏楽コンクールに出場したことをきっかけに、音楽の道へとのめり込むようになった。
精華女子高等学校の吹奏楽部が全日本吹奏楽コンクール全国大会に初出場を果たした翌年は、地区大会で敗退している。このことについて、「図に乗っていた。去年全国大会に出場していたから、なめてかかっていた」と話している。また、指導者は常に謙虚でなくてはならないと感じていると、後年の対談で明かしている。
独自の指導法は「藤重流」と呼ばれることもあり、指導する吹奏楽部の奏でる明快なサウンドには定評がある。
活水中学校・高等学校での指導時は、練習場の入口に立って生徒たちを迎えていた。この際の声掛けは挨拶だけでなく、生徒たちの書く日誌をもとにした「一言二言のコミュニケーション」を大切にしていた。また、「演奏はストーリーや背景がわかったほうがいい」という考えのもと、表現力をつけるために通常の吹奏楽部では行わないミュージカルの練習を行うこともあった。

## メディア出演

### テレビ
- 1億人の大質問!?笑ってコラえて!吹奏楽の旅2012マーチング編(2012年4月11日[17]、2012年5月16日[18]、2012年6月20日[19]、2012年8月29日[20]、2012年9月19日[21]、2012年12月5日[22]、日本テレビ)
- さくら色のファンファーレ ～活水吹奏楽部の未来を変えた12分～(2016年3月5日、テレビ長崎)[23]
- 世界一受けたい授業(2016年9月17日、日本テレビ)[16]
- プロフェッショナル 仕事の流儀(2018年3月26日、NHK総合)[24]
- NIB news every.スペシャル"笑顔は心のビタミン"(2018年12月30日、長崎国際テレビ)[25]

### ラジオ
- Otona no Radio Alexandria (2021年8月4日、InterFM[26]
- 藤重佳久 Swinging Harmony ～Winds Brass Revolution～（文化放送）[27][28]

### 新聞連載
- 「がっつりブラス」（2021年6月19日[29]-2022年12月24日[30]、山陰中央新報）

## 著書
- 『きばれ!長崎ブラバンガールズ　藤重先生と活水吹部7か月の奇跡』2016年、学研(オザワ部長との共著) ISBN 978-4-05-800606-1
- 『やる気と能力を120%引き出す奇跡の指導法』2017年、ポプラ社 ISBN 978-4-591-15337-6
- 『パワーアップ吹奏楽! 心とチームワークの育て方』2019年、ヤマハミュージックメディア ISBN 9784636962970
- 『吹奏楽のカリスマ・藤重先生のブラバン日記　日々の練習と指導のヒント集』2021年、学研 ISBN 978-4-05-801612-1
- 『ふじしげ語録』2023年、音楽之友社 ISBN 9784276316065

## 受賞歴
- 平成11年度　マーチングショーバンド世界大会（オーストラリア） - 総合優勝
- 平成18年度　マーチングショーバンド世界大会（韓国） - 総合1位[31]
- 長年出場指揮者表彰（全日本吹奏楽連盟）
- 平成21年度文部科学大臣優秀教員表彰　など[5]